# Pál második levele a thesszalonikaiakhoz

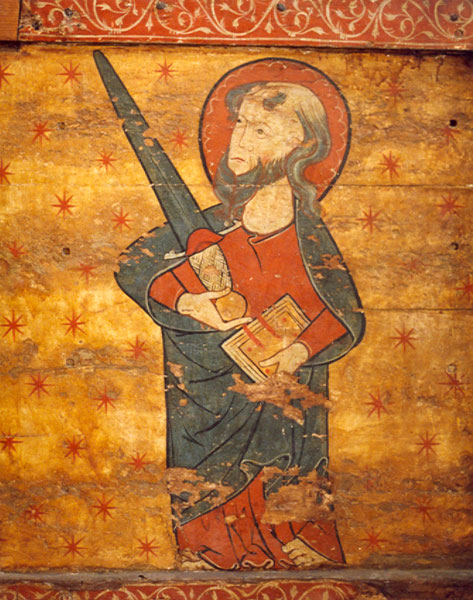
Szent Pál, Montgrony, Katalóniai Püspöki Múzeum

Pál második levele a thesszalonikaiakhoz a Biblia újszövetségi részének egyik irata.
A tesszalonikaiakhoz írt második levél a hagyomány szerint Pál apostol levelei közé tartozik, amelyet 50-52 között írt Korinthoszban, nem sokkal az első levele után. Újabban a levél Pál-i szerzőségét vagy a címzettek körét illetőleg viták támadtak, és többféle elméletet kidolgoztak a bibliakutatók. A második thesszalonikai levél szoros tartalmi összefüggésben áll az első levéllel, mint annak alárendelt, azt kiegészítő rövidebb mű. Fő tanítása a levélnek, hogy a keresztény embernek ellen kell állnia mindenféle világkatasztrófával kapcsolatos zavarkeltésnek, és ezen világ hétköznapjaiban, munkával és rendszeretettel kell szolgálnia mindenki javát.

## A levél megírásának körülményei

### A szerző, a megírás helye és ideje
A levél címzése és aláírása (1,1; 3,17) Pál apostol szerzőségét mutatja, és a keresztény hagyomány is ezt vallotta a legelső századoktól kezdődően. Eszerint Pál ezt a levelet is Korinthoszból írta, mint az első levelét, csak 2-3 hónappal később, azaz 51-52 körül. A levelet Pál sajátkezű aláírásával látta el (3,17), ami arra mutat, hogy magát a levelet úgy diktálta valamelyik tanítványának, valószínűleg a címzésben szereplő Szilvánusznak vagy Timóteusnak. Valószínűsíthető, hogy ez általános gyakorlat volt az apostol részéről.
A 19-20. századtól kezdődően a bibliatudósok között többféle vélemény is felmerült a hagyományos nézettel szemben:
- A levelet Pál írta, de
  - az 1Tessz megírása előtt (Weiss, Michaelis, Manson)
  - az 1Tessz levéllel egyidőben
  - a tesszalonikai zsidókeresztényeknek (Harnack)
  - azzal a céllal, hogy az istentiszteleten felolvassák (Dibelius)
  - a filippieknek (Schweitzer)
  - a béreaiaknak (Goguel)
  - néhány nappal az 1Tessz megírása után, amikor utólag tudomást szerzett a tesszalonikai problémákról (von Graafen)
- A levelet ismeretlen szerző írta évtizedekkel később (Schmid, Trilling)

Ezek a vélemények elsősorban amiatt keletkeztek, hogy megoldjanak egy problémát, amely a két tesszalonikai levéllel kapcsolatban merült fel. Ugyanis úgy tűnik, hogy míg az első levélben Pál Jézus eljövetelének közelségét hangsúlyozza (lásd ott), addig ebben a levélben az eljövetel távolsága van kiemelve; illetve a második levél tagadja, hogy akár élőszóban, akár levélben Pál azt állította volna, hogy Jézus hamarosan eljön. A 20. század végére – főként a német teológusok körében - általában az a vélemény terjedt el, amely szerint ezt a levelet az első század végén egy Pálhoz kötődő tanítvány írta. Nézetük alátámasztására azt hozzák fel, hogy a levélben olyan gondolatok, fogalmak, képzetek jelennek meg, amelyeket az 1. század végén keletkező apokaliptikus irodalom használt; valamint, hogy az irodalomkritikai vizsgálatok által feltárt két levél közti stílusbeli, tónusbeli, valamint tanításbeli különbségek azt mutatják, hogy nem Pál írta a levelet. Véleményük szerint így a levél a 80-as, 90-es években készült Kis-Ázsiában.
A hagyományos nézet képviselői (pl. E. von Dobschütz, E. Schweizer, Dibelius, Wikenhauser, Beda Rigaux, Schelkle, Kümmel, Haag) azt vetik ezek ellen, hogy egyrészt ezek sem oldják meg a fent említett problémákat, másrészt megalapozatlan következtetésekre jutottak az irodalmi megfigyelések által. Ugyanis az apokaliptikus fogalmak nem az 1. század végén keletkeztek, hanem már a Krisztus előtti korban kialakultak (pl. Dániel könyve), ezért Pál használhatott ilyen fogalmakat (mint pl. az „ellentmondás embere”, stb.), és ugyanúgy ismerhette ezt az apokaliptikus hagyományt, mint egy későbbi keresztény. Másrészt a két levél szókészlete 90%-ban előfordul a nagy és vitathatatlan Pál-i levelekben, és azok az eltérő stílusú megfogalmazások, és különböző témák jól magyarázhatóak a két levél közt eltelt idővel, a megváltozott körülményekkel, valamint, hogy Pál egy régi hagyományt dolgozott fel, meghagyva azt eredeti formájában. Véleményük szerint Pál apostol mint köztudottan szenvedélyes igehirdető, az adott helyzetnek megfelelően egyszer az egyik, másszor a másik irányban hangsúlyozta ki Krisztus eljövetelének témáját. Az első levélben buzdítani, ösztönözni akarta a tesszalonikai keresztényeket, hogy minél teljesebben adják át magukat a krisztusi életnek, és emiatt Krisztus eljövetelének közelségére mutatott rá. Amikor azonban a közösségben ezt félreértve helytelen magatartásba kezdtek, akkor Pál rámutatott, hogy ez a közelség nem azt jelenti, hogy ölbe tett kézzel kell Jézusra várni. Jézus bármikor eljöhet, akár a közel-, akár a távoljövőben.

### A címzettek
A címzésen kívül („a tesszalonikaiak egyházának”) semmi más nem utal a címzettek körére, csak annyi, hogy Pál volt megtérítőjük, és élőszóban, valamint levélben is tanította őket. Mindezekből feltételezhető, hogy ugyanannak a közösségnek szól a levél, mint amelynek az első tesszalonikai levél, azaz a tesszalonikai pogánykeresztény közösségnek.

### A levél megírásának oka és célja
A levél megírásának körülményeiről nincs szó a levélben, azonban a két levél tartalmából ezek jól rekonstruálhatók. A hagyományos nézet szerint Pál apostol az első levelének elküldése után néhány hónappal új híreket kapott Tesszalonikából, és emiatt ismét levelet írt, hogy alaposabban megvilágítsa a korábbi iratában kifejtett tanítását. Tudomására jutott Pálnak, hogy a keresztény közösséget továbbra is súlyos zaklatások érik, azonban egy másik belső probléma is támadt: egyesek – Pál egyik állítólagos levelére hivatkozva, vagy az első levelét félreértve – a közeli parúziába (végidőbe) vetették hitüket, és emiatt dologtalanul kezdtek el élni. Az apostol, mivel személyesen nem mehet a városba, újra levelet ír abból a célból, hogy megakadályozza ezt a helytelen gyakorlatot.
Azok szerint, akik vitatják a levél Pál-i szerzőségét, a levél vagy egy századvégi gnosztikus nézettel száll szembe – miszerint az Úr napja már eljött –, vagy az apokaliptikus várakozások újjáéledését akarja megakadályozni. Ehhez felhasználja Pál első tesszalonikai levelét, mert ez a téma éppen ebben bontakozik ki a legalaposabban. Így a szerző mintegy „helyesbítette” Pál felfogását.

## A levél formája

### Szerkezete
Címzés és üdvözlés (1,1-2)
Az üldöztetés (1,3-12)
Hálaadás. A tesszalonikaiak az üldözések ellenére élik keresztény életüket. Ez méltóvá teszi őket Isten Országára. (1,3-10)
Ima a kitartásért. (1,11-12)
Első exhortáció (intő, buzdító beszéd): A parúzia. Az Úr napja csak az aposztázia és a Gonosz megnyilvánulása után fog eljönni. (2,1-12)
Második exhortáció: Aki hűséges és kitart, azt az Úr megsegíti. (2,13-3,5)
Hálaadás. (2,13-14)
Buzdítás és ima a hűségért és az apostoli szolgálat gyümölcseiért (2,15-3,5)
Záró exhortáció a helytelenül viselkedőkhöz. (3,6-15)
Záró üdvözlések (3,16-18)

### Irodalmi sajátosságok

#### Műfaj
Pál iratának műfaja apostoli levél. Levél, mert levélre jellemző irodalmi formák találhatóak benne: címzés, megszólítás, közlemények, áldás, aláírás. Apostoli, mert abszolút apostoli tekintéllyel tanítja, buzdítja és inti olvasóit, azonban ezek közül egyik sem uralkodik a levélben, ezért nem nevezhető tanító, buzdító vagy intő levélnek.

#### Apokaliptika
A Pál apostol leveleire jellemző hálaadó rész után következő tanító részben a zsidó, illetve bibliai irodalomban többször is előforduló apokaliptikus képeket használ. Az apokaliptika egy alapvető bibliai irodalmi műfaj, amely szoros kapcsolatban áll az végidőtannal, az eszkatologikus írásokkal. Mindkét műfaj tárgya a végidő, a világvége, azonban míg az eszkatológia az előzményektől, valamint a jelentől függetlenül ábrázolja a véget, addig az apokaliptikus („feltáró”) írásokban részletesen és színesen ábrázolják a gyakran kozmikus katasztrófaként végbemenő világvége előzményeit. A színes képek kiindulópontja mindig egy konkrét krízis, az élet konkrét tragédiájával fenyegető realizmus, mivel a végidő eseményeit összekapcsolja a jelennel, a jelenlegi történelmi szituációban vagy a mindennapokban végbemenő jelekkel. „Feltárja” a jelen jövőbeni vonatkozásait. Az apokaliptikus irodalom másik sajátossága, hogy nem csupán közöl, „feltár”, hanem a közlését olyan kifejezési eszközökkel fogalmazza meg, hogy ezek az eszközök egyúttal a nem illetékesek elől rejtsenek is, és csak az a csoport értse, amelyhez szól. E cél elérése végett formálódott ki az apokaliptikus szimbolikának az erőteljesen fantáziába is hajló nyelvezete, amely nyelvezet megfejthetetlenné teszi a be nem avatottak számára a közlést. A zsidó, illetve keresztény apokaliptika így a bibliai képeket, szimbólumokat, szokásokat használja fel, amelyeket csak a zsidóság hit- és élményvilágában és a Bibliában jártas emberek között voltak érthetőek.

## A levél tanítása
Pál apostol a levélben elsősorban két alapvető keresztény kérdést tárgyal: Krisztus második eljövetelét, valamint a keresztény hit miatti üldözések elszenvedését.
Az apostol ebben a levelében is megismétli, hogy Jézus ismét el fog jönni, „hogy dicsőségét megmutassa szentjeiben, és csodálatos hatalmát bennetek” (1,10), azonban most kihangsúlyozza, hogy ez még nem áll a küszöbön, mint ahogy azt egyesek magánkinyilatkoztatásra és Pál levelére hivatkozva terjesztik a közösségben (2,2). Pál figyelmezteti őket, hogy ragaszkodjanak az élőszóban és írásban átadott keresztény hagyományokhoz (2,15; vö. 2,5; 3,4), és szakítsák meg a kapcsolatot azokkal, akik ezt nem teszik (3,6.14). Eszerint a hagyományok szerint az Úr napját jelek fogják megelőzni: először meg kell mutatkoznia az Antikrisztusnak, „a bűn emberének, a kárhozat fiának, az ellenségnek”, és a nagy „elpártolásnak”, az aposztáziának (2,3.9-10). Ezeknek a jeleknek a feltűnését jelenleg valami akadályozza (2,6-7), és a tesszalonikai hívők ebben a korszakban élnek. Amikor azonban mindez feltűnik, akkor fog eljönni „tündökölve” az Úr, és megsemmisíti a gonoszt (2,8).
Jézus eljövetele döntően megváltoztatja az emberiség életét, mert ekkor teljesen megvalósul Isten országa. Akik életük során kizárták magukat Isten belső uralmából, azaz nem engedelmeskedtek Jézus evangéliumának, azokon ekkor külsőleg is ez érvényesül: „Örök kárhozattal fognak bűnhődni: eltaszítva az Úr színe elől és távol fönséges hatalmától” (1,9). Azoknak viszont, akik hittek Jézusban és az üldözésben is hűségesek maradtak hozzá, elérkezik a „megnyugvás ideje” (1,7), és megdicsőülnek benne „Istenünknek és Urunknak, Jézus Krisztusnak kegyelméből” (1,12).
Jézus örömhíre tehát értelmet és reményt ad a keresztényeknek még az élet legkegyetlenebb problémáira is, mint a halál, a szenvedés és a bűn. Ezeket nem lehet elkerülni, a keresztény hívő sem mentesül alóluk, de Jézus megadja a megoldás kulcsát. Ahogy ő is szenvedett és meghalt, úgy az őt követőknek is szenvedniük kell, és ugyanúgy üldözöttek lesznek; de Jézus – az Atya akaratának tökéletesen engedelmeskedve – legyőzte a halált és feltámadt. Így a keresztények szenvedése és halála is csak átmeneti lesz, hogy ők is Jézussal és Jézus által feltámadjanak a dicsőségre, mert Jézus eljön és megszabadítja őket a szenvedésektől, és megbünteti azokat, akik a szenvedéseket okozták.
A levél végén lévő munkáról szóló páli idézetet gyakran használták a marxisták is: „aki nem dolgozik, ne is egyék” (3,10). Gyakran úgy is idézték, mint lenini mondást. Az Egyház gyakran használta ezt a szakaszt a monasztikus hagyományban, illetve a parúziavárók csoportjai és egyes kora keresztény kontemplatív mozgalmak ellen, hogy rávilágítson a munka és az imádság helyes egyensúlyára.

## Külső hivatkozások
- Párhuzamos Biblia/Pál második levele a thesszalonikaiakhoz